# Éditions Blake et Mortimer
Les Éditions Blake et Mortimer sont une maison d'édition belge de bande dessinée qui publie uniquement les œuvres de E. P. Jacobs Blake et Mortimer et Le Rayon U.

## Historique
À l'origine, les aventures de Blake et Mortimer étaient publiées par les Éditions du Lombard. Edgar P. Jacobs, insatisfait du travail de son éditeur, s’est laissé convaincre par Claude Lefrancq et Philippe Biermé (directeur du Studio Jacobs entre 1987 et 1992, et depuis février 1989, président de la Fondation Jacobs) de faire éditer ses œuvres  par une structure indépendante qui fut créée en 1982. Lors de la réédition du fonds par les Éditions Blake et Mortimer, les albums ont été recolorisés et la typographie des phylactères refaite par des lettreurs. Le premier cycle, Le Secret de l'Espadon, est découpé en trois tomes au lieu de deux (pour des raisons commerciales) et l’ensemble de la série voit son format agrandi.
Média-Participations, également propriétaire de Dargaud et du Lombard, rachète les Éditions B&M en 1992, ainsi que le Studio Jacobs, la même année. À partir de 1996, la société publie des albums inédits selon une volonté éditoriale de prolonger la série Blake et Mortimer. De nouveaux auteurs en reprennent les rênes : Jean Van Hamme et Yves Sente (scénarios) ; Ted Benoit, André Juillard, René Sterne, Chantal de Spiegeleer, Antoine Aubin, Étienne Schréder, Christian Cailleaux, Jean Harambat (dessins).